# بحيرة هونغز
بحيرة هونغز (بالصينية:洪澤湖، بالبينينية: Hóngzé Hú ) (بالإنجليزية: Hongze Lake)‏ بحيرة تقع في مقاطعة جيانغسو في الصين، وتعتبر رابع أكبر بحيرة للمياه العذبة في الصين، سنة 1680 عندما غير النهر الأصفر مساره وأندمج مع نهر هواي سدت الرواسب المندفعة من النهر الأصفر نهر هواي ونجم عن ذلك تكون البحيرة.